# Chromosom 17 (Mensch)

Idiogramm des menschlichen Chromosoms 17

Chromosom 17 ist eines von 23 Chromosomen-Paaren des Menschen. Ein gesunder Mensch hat in den meisten seiner Zellen zwei weitgehend identische Kopien dieses Chromosoms.

## Entschlüsselung des Chromosoms 17
Das Chromosom 17 besteht aus 78,8 Millionen Basenpaaren. Ein Basenpaar ist die kleinste Informationseinheit der DNA. Das Chromosom 17 enthält etwa 2,5 bis 3 % der gesamten DNA einer menschlichen Zelle. Die Identifizierung der Gene auf diesem Chromosom ist der Teil eines laufenden Prozesses zur Entschlüsselung des menschlichen Erbgutes. Auf dem Chromosom 17 befinden sich zwischen 1200 und 1500 Gene. Bisher sind 1217 davon bekannt.
Das Chromosom 17 hat die zweithöchste Gendichte der menschlichen Chromosomen.

## Bekannte Gene auf dem Chromosom 17
Das Chromosom 17 enthält unter anderem folgende Gene:
- Heterochromatin Protein 1: Heterochromatin Protein 1
- MAPT: Tau-Protein
- G-CSF: Granulozyten-Kolonie stimulierender Faktor
- p53: Tumorsuppressorprotein p53
- SHBG: Sexualhormon-bindendes Globulin
- H3F3B: H3 Histon 3B
- Saures Gliafaserprotein: GFAP, Glial fibrillary acidic protein
- SRP68: Signal Recognition Particle 68kDa
- BRIP-1
- BIRC5: Survivin
- Cytoglobin
- Glykoprotein Ib-alpha
- BRCA1
- Transkriptionsfaktor 2 (TCF-2, HNF2B)
- Peptid YY
- Pankreatisches Hormon
- COL1A1: Kollagen Typ I, Alpha 1

## Medizinische Bedeutung

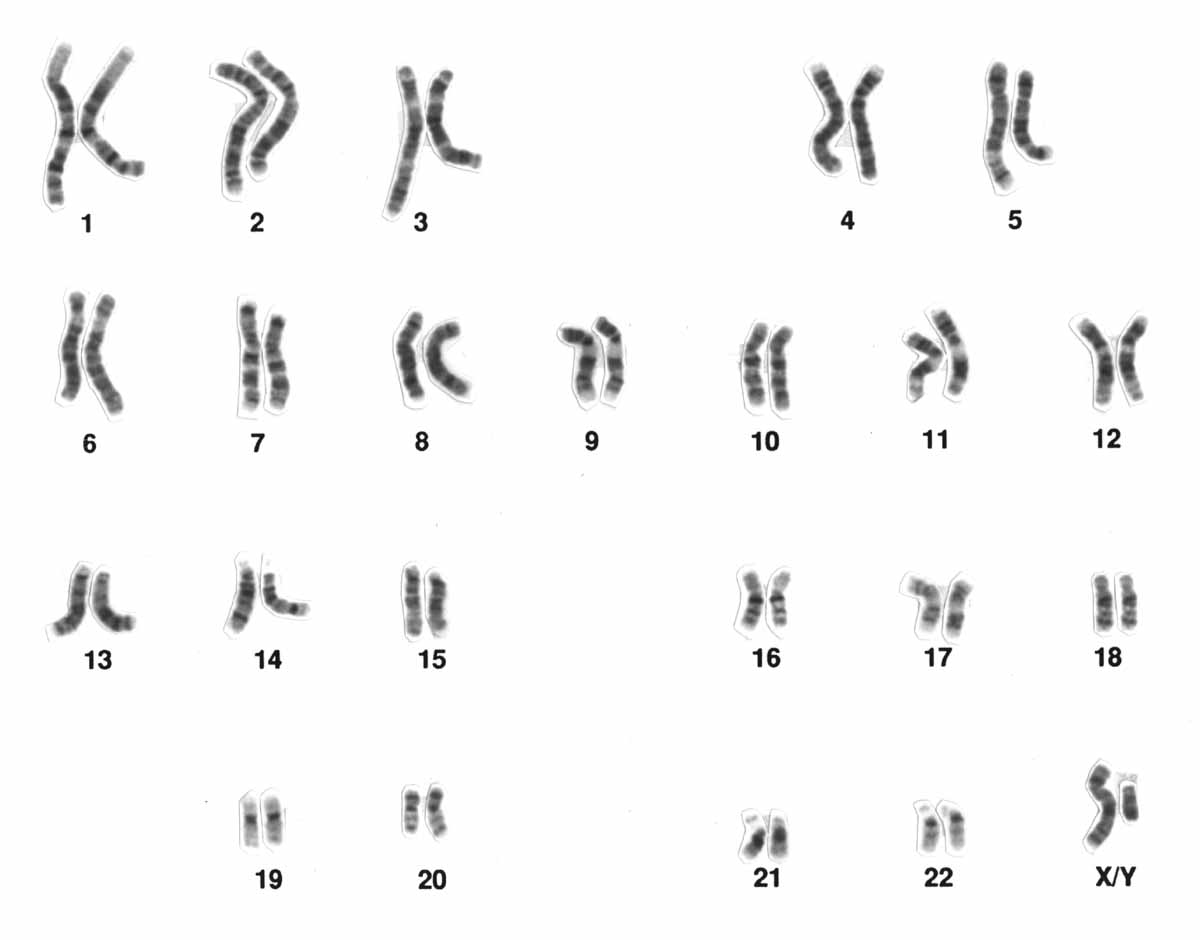
Die 46 Chromosomen des Menschen

Mit den auf dem Chromosom 17 befindlichen Genen werden folgende genetisch bedingte Krankheiten oder Symptome in Verbindung gebracht. Dies sind unter anderem:
- Alexander-Krankheit
- Andersen-Tawil-Syndrom
- Bernard-Soulier-Syndrom
- Brustkrebs (siehe: BRCA1)
- Canavan-Krankheit
- Carney-Komplex
- Cystinose
- Fanconi-Anämie[5]
- Frontotemporale Demenz
- Li-Fraumeni-Syndrom
- Miller-Dieker-Syndrom
- Mikroduplikationssyndrom 17p11.2
- Naegeli-Syndrom
- MODY Typ 5
- Morbus Charcot-Marie-Tooth
- Neurofibromatose Typ 1
- Osteogenesis imperfecta
- Silver-Russell-Syndrom
- Sjögren-Larsson-Syndrom
- Smith-Magenis-Syndrom
- unipolare Depressionen
- Usher-Syndrom
- Variables Immundefektsyndrom